# 2010 TD54
2010 TD54是由亚利桑那大学的卡特林那巡天系统在2010年10月9日发现的小型阿波罗型小行星。它的直径约为5-10米，绝对星等为28.799。
2010年10月12日协调世界时10:51，它在距离地球表面45000千米的地方（月球轨道以内）掠过地球，视星等最亮时约为14等。这使得它在当时成为掠过地球的第五近小行星（至2011年10月是第七近）。

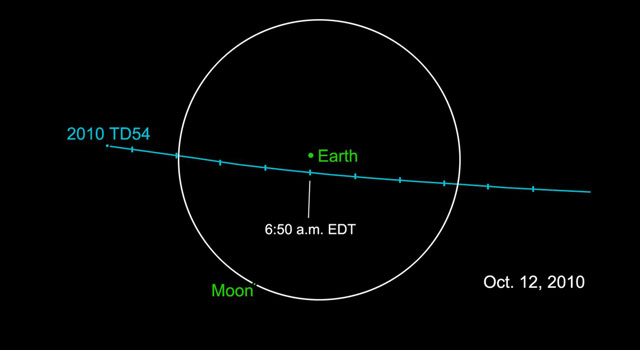
接近地球时的轨道